# Kapliczki przydrożne na Starołęce i Minikowie w Poznaniu
Kapliczki przydrożne na Starołęce i Minikowie – zabytkowe kapliczki zlokalizowane na Starołęce i Minikowie w Poznaniu.

## Starołęka
Starołęka, to dawna wieś, która była własnością miejską już w 1253, podczas lokacji Poznania. Z końcem XIX w. zaczęła zmieniać się w podmiejskie osiedle przemysłowe. W 1925 włączona została w granice miasta Poznania. Na terenie Starołęki istnieje obecnie jedna kapliczka. 

## Kapliczka Chrystusa Zbawcy Świata
Usytuowana przy ul. Starołęckiej 62 w Poznaniu. Administracyjnie na terenie jednostki pomocniczej miasta Poznania "Starołęka-Minikowo-Marlewo". Fundatorem kapliczki była rodzina Kempfów. Wzniesiona w drugiej połowie XIX w. Nieznana jest okoliczność powstania obiektu. Głęboka przeszklona wnęka w górnej części kryje drewnianą figurę "Salvator Mundi"- Chrystusa Zbawcę Świata. Głowę Zbawiciela otacza aureola w kształcie pięciu wiązek promieni. Według miejscowych przekazów, figura stoi w kapliczce od momentu jej wybudowania. Zbudowana z cegły i nakryta nieco spłaszczonym blaszanym, namiotowym daszkiem. Zwieńczona krucyfiksem. Na frontowej ścianie umieszczono wizerunek Matki Boskiej Częstochowskiej. W dolnej części znajdują się płytkie kwadratowe wnęki na kwiaty. Od strony ulicy osłonięta metalowym ogrodzeniem. Kapliczka znajduje się na obszarze parafii pw. św. Antoniego Padewskiego.

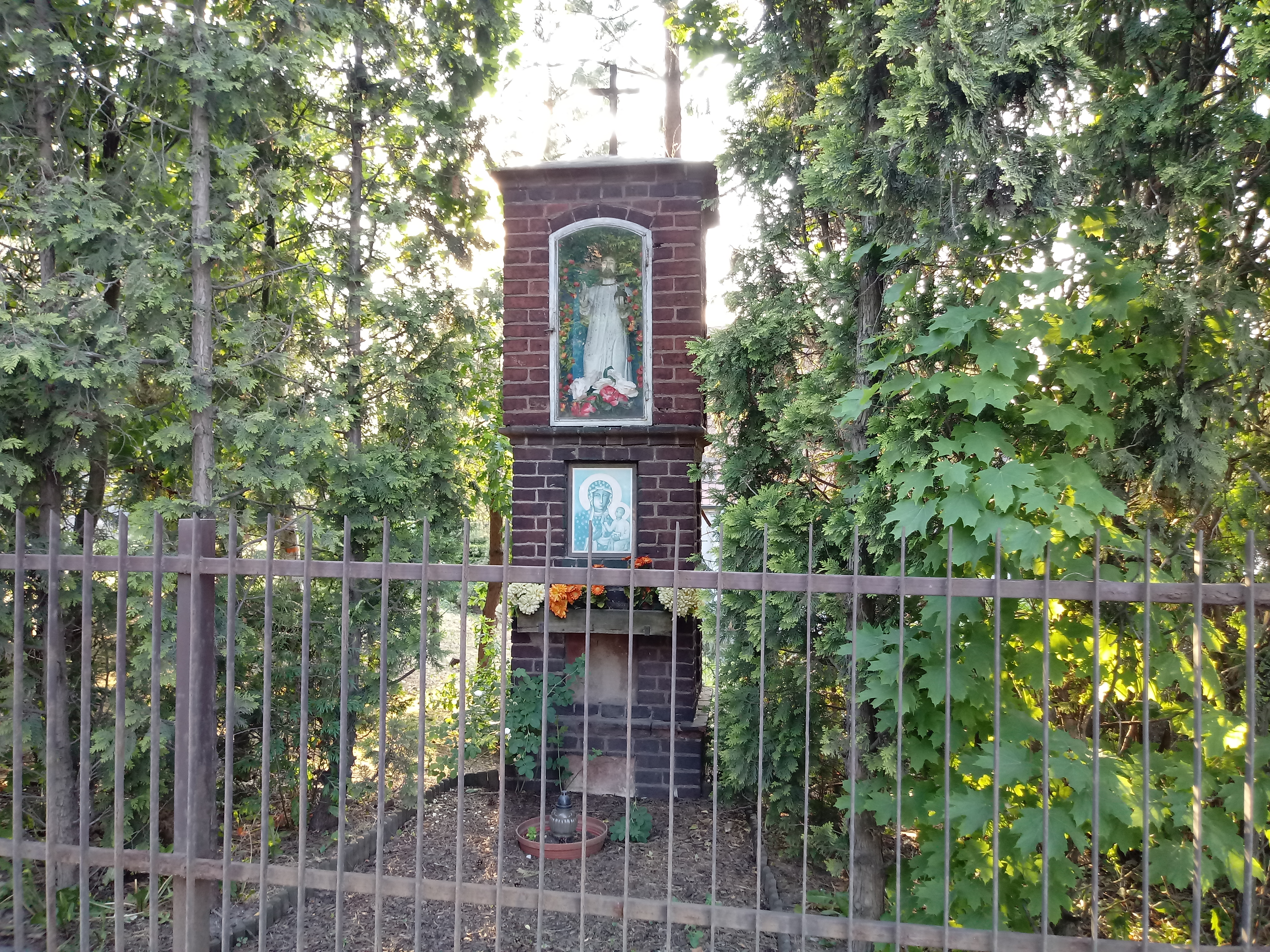

Na mapach: 52°21′58,57″N 16°55′45,10″E/52,366269 16,929194

## Minikowo
Minikowo to dawna wieś podmiejska, wymieniana w dokumencie lokacyjnym Poznania z 1253. W granice miasta włączona została w 1940. Na terenie Minikowa istnieje obecnie jedna kapliczka. 

## Kapliczka Św. Jana Nepomucena
Usytuowana przy ul. Hrubieszowskiej 14 w Poznaniu, w głębi podwórza gospodarstwa rodziny Tomczaków. Administracyjnie na terenie jednostki pomocniczej miasta Poznania "Starołęka-Minikowo-Marlewo". Fundatorem był pierwszy gospodarz posesji Jan Nepomucen Tomczak, który umieścił w niej rzeźbę swojego patrona. Jan Nepomucen według tradycji ludowej chroni od powodzi, gradobicia i suszy. Postawiona równocześnie z domem i zabudowaniami gospodarczymi ok. 1886. Według przekazów rodzinnych, kiedy kopano fundamenty pod dom, natrafiono na liczne kości ludzkie. Prawdopodobnie były to kości ofiar epidemii złożone we wspólnym grobie. Dlatego ówczesny gospodarz postanowił upamiętnić to miejsce stawiając w tym miejscu kapliczkę. Kapliczka zbudowana jest z cegły, nakryta namiotowym daszkiem z blachy. W górnej części znajduje się głęboka wnęka z prześwitem z lewej strony. We wnęce stoi polichromowana drewniana rzeźba św. Jana Nepomucena, datowana na ok. 1886. Poniżej mniejsza wnęka, także przeszklona, w której stała kiedyś figurka Matki Boskiej, a obecnie aniołek i krzyżyk. Kapliczka znajduje się na obszarze parafii pw. św. Antoniego Padewskiego.

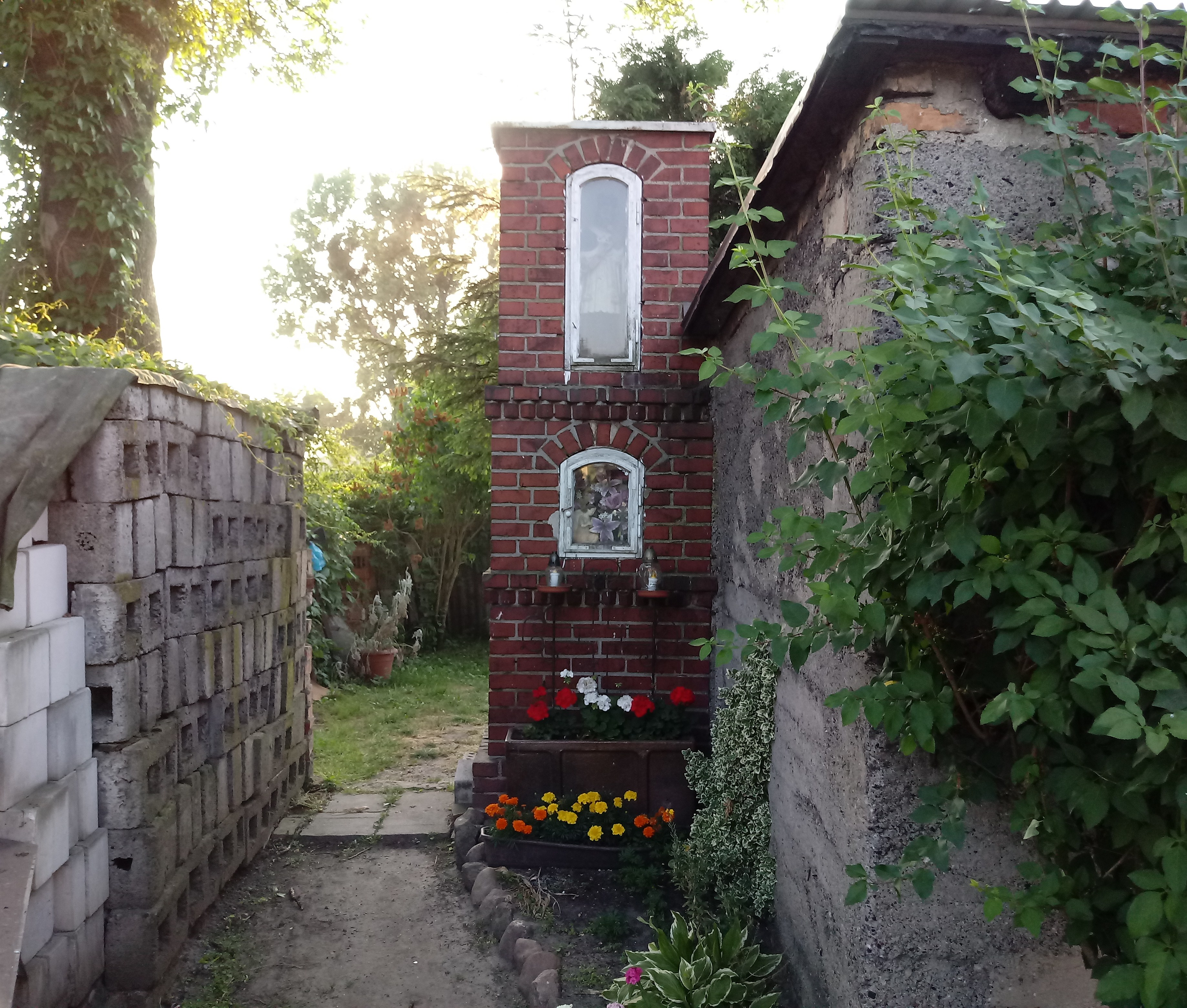

Na mapach: 52°21′28,0″N 16°56′22,6″E/52,357778 16,939611